# Jelcz M121M
Jelcz M121M — польский городской автобус большой вместимости, выпускавшийся компанией Jelcz в 1995—2004 годах.

## История
В 1994 году был представлен первый прототип низкопольного автобуса Jelcz MN120M с передним мостом Jelcz 65N. Автобус оснащался дизельным двигателем внутреннего сгорания MAN D0826 LUH05 мощностью 230 л. с. и автоматической, 4-ступенчатой трансмиссией ZF 4HP-500.
Через год автобус получил название Jelcz M121M. Он оснащался автоматической, 3-ступенчатой трансмиссией Voith D851.3. Однако из-за низких передаточных отношений автобус было принято оснащать 5-ступенчатой трансмиссией ZF 5HP-500. В конце 1995 года и в 1996 году автобус был модернизирован.
С 1998 года автобус оснащался дизельным двигателем внутреннего сгорания MAN D0826 LUH12 эко-стандарта Евро-2 (ранее Евро-1).
Производство завершилось в 2004 году.